# アルケタス1世 (エピロス王)
アルケタス1世（希：Ἀλκέτας Α', ラテン文字転記：Alketas I、在位：紀元前390年 - 紀元前370年）はエピロス王である。
アルケタス1世は先代の王タリュパスの子であり、子にはアリュバス、ネオプトレモス1世がいる。アルケタスは一時国を追われ、シュラクサイの僭主ディオニュシオス1世のもとに身を寄せており、彼の力によって復位した。復位後、アルケタスはテッサリアのタゴスでフェライの僭主であったフェライのイアソンと同盟を結んだ。アルケタスの2人の子は彼の死後に王位を争ったが、分割統治に落ち着いた。

## 註
1. ↑  パウサニアス, I, 11, 1